# Squaliolus aliae
Squaliolus aliae, también conocido como tiburón pigmeo de ojo pequeño, es una especie de tiburón elasmobronquiano de la familia Dalatiidae y está considerado como el tiburón más pequeño del mundo.

## Hallazgo
El tiburón fue descrito en el año 1959, por el ictiólogo taiwanés H. T. Teng. Esta especie habita en las aguas pertenecientes a Australia, Japón y de las Islas Filipinas.

## Hábitat y características
Hábita en los océanos a una profundidad de hasta 2.000 metros, y se alimenta de cefalópodos y peces pequeños. 